# Nikon D800
D700 D810
D810A
Le Nikon D800 est un appareil photographique reflex numérique professionnel plein format de 36,3 mégapixels, présenté par Nikon le 7 février 2012.

## Caractéristiques techniques
- Capteur CMOS au format FX (24 × 36) de 36,3 millions de pixels avec un rapport signal/bruit élevé, une plage dynamique étendue et une lecture 12 canaux
- Sensibilité de 100 à 6 400 ISO : plage extensible de 50 ISO (équivalent) jusqu'à 25 600 ISO (équivalent)
- Prises de vue consécutives à 4 vps (vues par seconde) en modes de recadrage FX/ 5:4. 5 vps en modes de recadrage 1,2× et DX
- La fonction D-Movie avec mode multizone permet d'enregistrer des vidéos Full HD (1080p)
- Système AF Multi-CAM3500FX avec 51 collimateurs, dont 15 croisés
- Processeur d'images EXPEED 3 avec conversion A/N sur 14 bits et traitement d'image sur 16 bits
- Moniteur ACL de 8 cm (3,2 pouces), affichant 921 000 pixels
- Mesure lumière matricielle basée sur un capteur RVB de 91 000 photosites
- Couverture intégrale du viseur (100 %)
- Mode de prise de vue silencieux
- Obturateur testé sur 200 000 cycles, avec une vitesse d'obturation maximale d'1/8000 s et une synchronisation du flash jusqu'au 1/250 s
- Logements pour cartes SD et CF
- Flash i-TTL intégré : nombre guide d'environ 12, couverture d'objectif de 24 mm
- Boîtier en alliage de magnésium, ultra-résistant : protection contre l'humidité et la poussière
- Connexion au réseau sans fil et Ethernet par l'intermédiaire du système de communication sans fil WT-4 en option

## Nikon D800E
Une série spécifique baptisée Nikon D800E (légèrement plus chère) diffère par la suppression de certaines propriétés d'anticrénelage afin d'avoir une meilleure netteté par rapport au Nikon D800. Cet ajustement, basé sur l'absence de filtre passe-bas, peut toutefois entraîner des artefacts sur l'image (moiré).
C'est la seule différence entre les deux boîtiers.